# Revest-du-Bion
Revest-du-Bion ist eine französische Gemeinde mit 487 Einwohnern (Stand 1. Januar 2022) im Département Alpes-de-Haute-Provence in der Region Provence-Alpes-Côte d’Azur. Sie gehört zum Kanton Reillanne im Arrondissement Forcalquier. Die Bewohner nennen sich Revestois.

## Geographie
Revest-du-Bion ist die westlichste Gemeinde des Départements Alpes-de-Haute-Provence. Sie grenzt im Norden an Barret-de-Lioure (Berührungspunkt), im Nordosten an Les Omergues, im Osten an Redortiers, im Süden an Montsalier, Simiane-la-Rotonde und Saint-Christol, im Westen an Saint-Trinit sowie im Nordwesten an Ferrassières.
Der Dorfkern befindet sich auf 965 m am Ufer des Flusses Croc.

## Bevölkerungsentwicklung
| Jahr      | 1962 | 1968 | 1975 | 1982 | 1990 | 1999 | 2008 | 2014 |
| --------- | ---- | ---- | ---- | ---- | ---- | ---- | ---- | ---- |
| Einwohner | 410  | 601  | 474  | 494  | 512  | 463  | 550  | 577  |

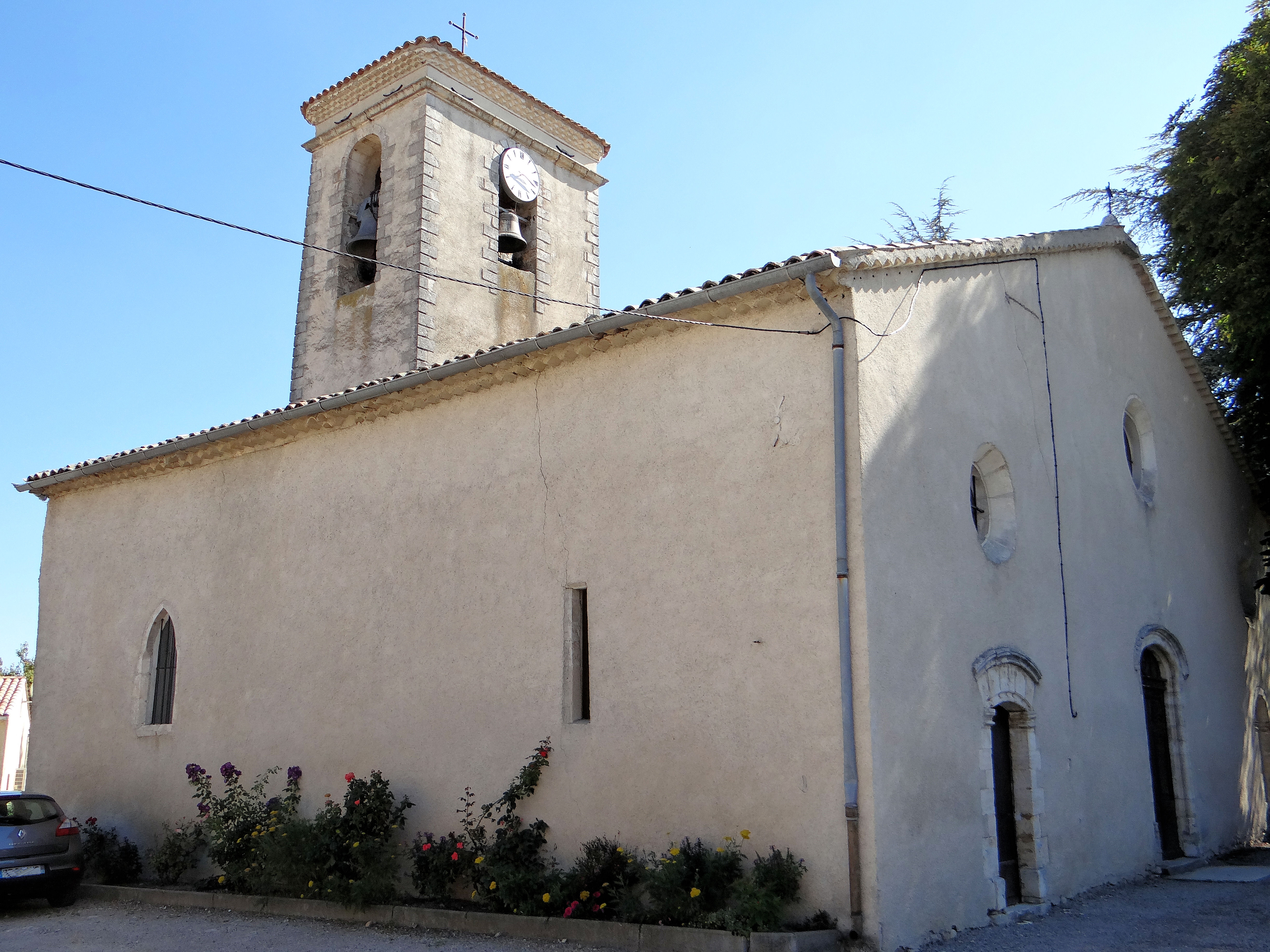
Kirche Saint-Clair
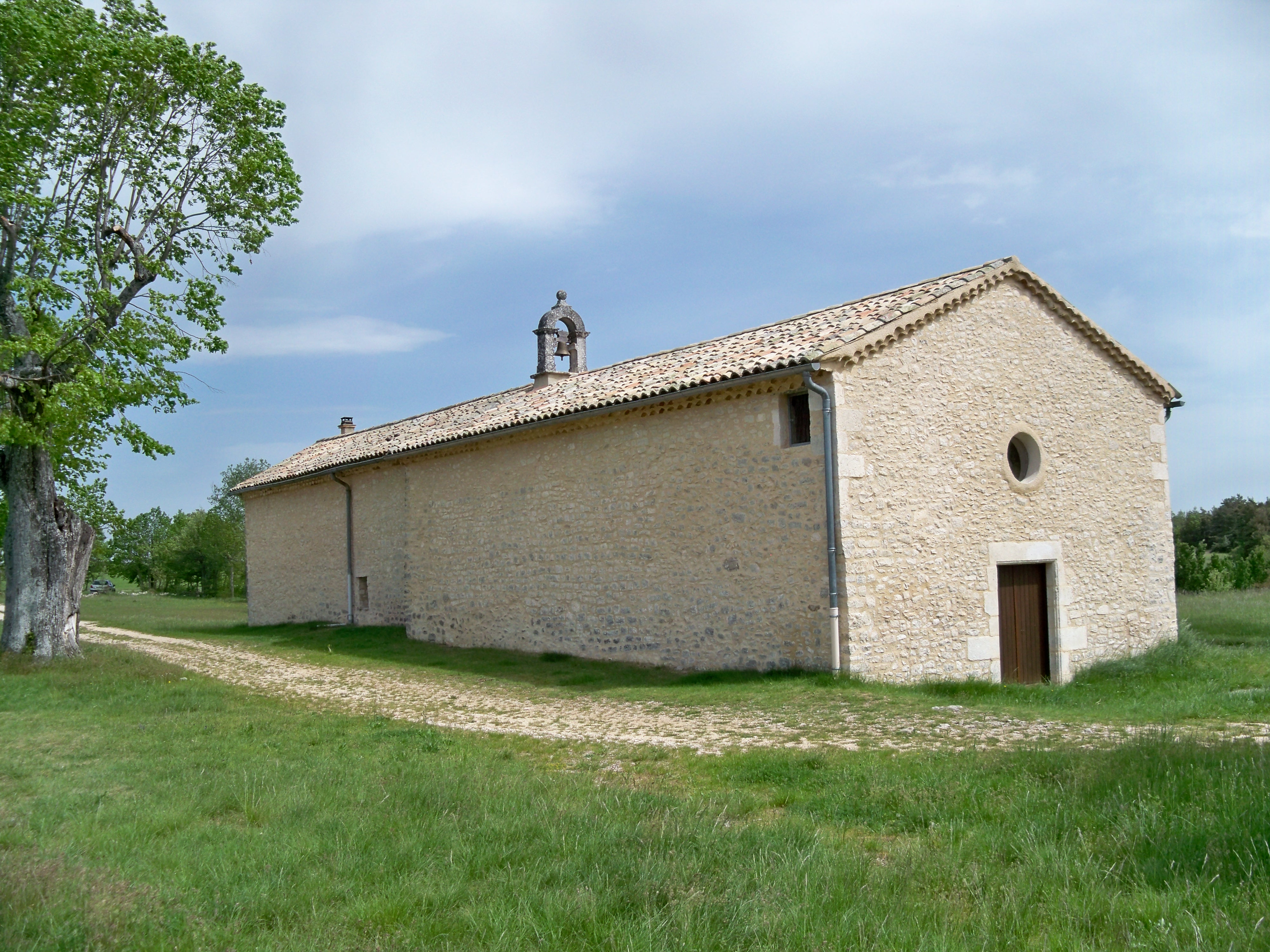
Kapelle Notre-Dame de l’Ortiguière
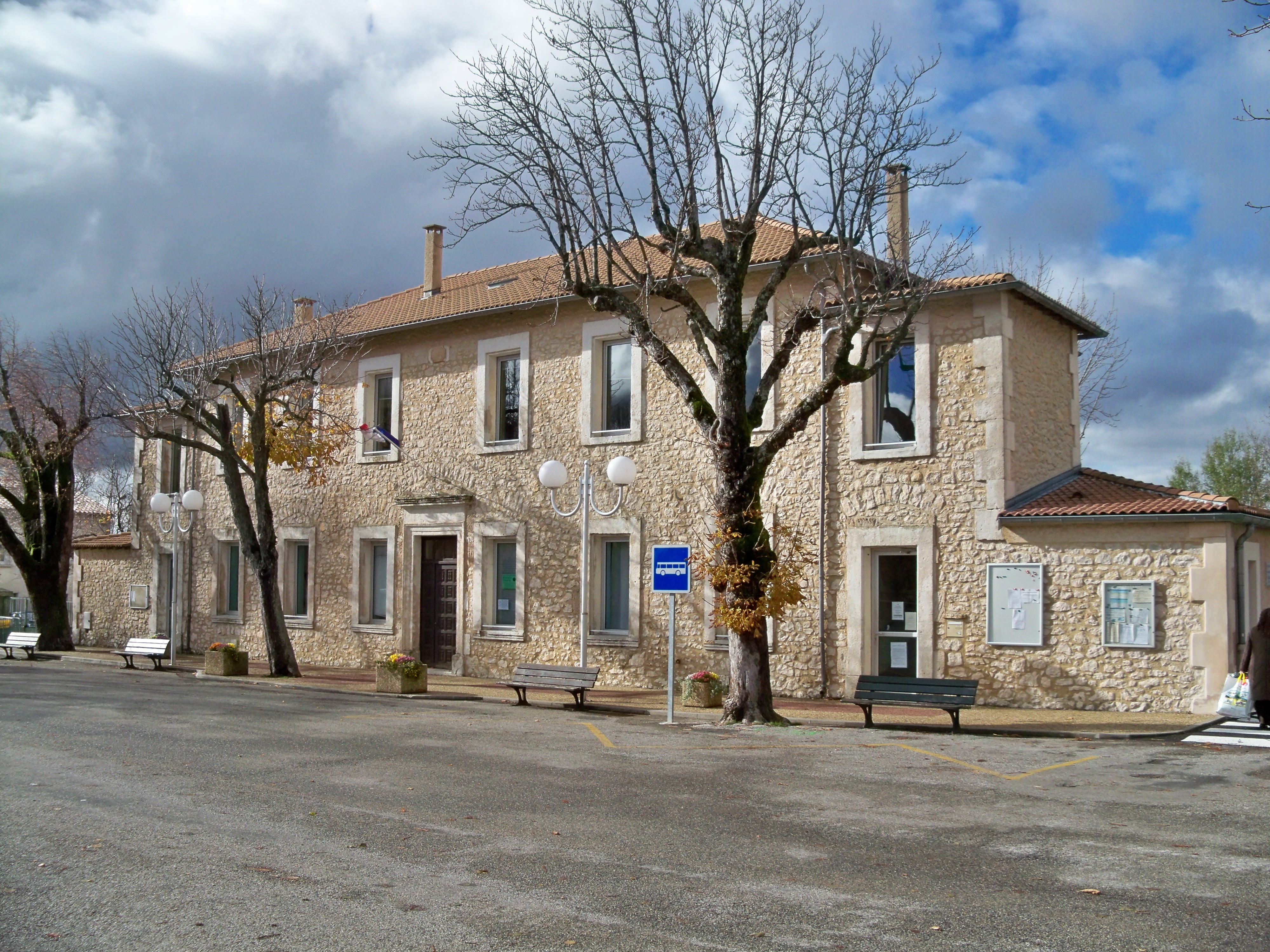
Mairie Revest-du-Bion